# Longney
Longney un village du Gloucestershire, en Angleterre.